# Frikční nezaměstnanost
Frikční nezaměstnanost je nezaměstnanost spočívající v přirozeném pohybu pracovních sil na trhu práce.
Frikční nezaměstnanost je dobrovolná nezaměstnanost, vyplývající z časové prodlevy mezi výpovědí a nalezením nového pracovního místa, které by nejvíce vyhovovalo/odpovídalo kvalitám a schopnostem zaměstnance.
V běžné praxi nalezneme zaměstnance s různou kvalitou, schopností a preferencemi. Také každé nabízené pracovní místo vyžaduje jiná kritéria k přijetí. Navíc se setkáváme s velmi rozdílnou kvalitou informovanosti nezaměstnaných s nabízenými pracovními pozicemi. Zaměstnanci se také liší platebními požadavky a kvalitou. Z těchto důvodů se vytváří časová prodleva mezi hledáním a přijetím nabízené pozice.
Je dočasná a dobrovolná, nejedná se o nedostatek pracovních příležitostí, ba naopak by neexistovala, kdyby nebylo dostatečné množství volných pracovních míst.
Lidé mění svá zaměstnání z důvodu hledání lepšího uplatnění, změny bydliště a nebo hledají práci po období studia či rodičovské dovolené. Tento druh nezaměstnanosti je pro ekonomiku spíše přínosem. Někdy se do ní započítává i sezónní nezaměstnanost. Obvykle se pohybuje okolo 1 až 2 % míry nezaměstnanosti.
Typickou charakteristikou frikční nezaměstnanosti je její krátkodobost. Dlouhodobější formou frikční nezaměstnanosti je strukturální nezaměstnanost, která jí je velmi podobná.
Nejčastěji se týká absolventů škol, nebo lidí, co ukončili pracovně právní poměr za účelem nalezení lepšího zaměstnání. Tato nezaměstnanost může být způsobena i skutečností, že lidé hledající zaměstnání nejsou dost dobře informováni o nabídce pracovních míst (nemají přístup na internet, mají daleko příslušný úřad práce atd.).

## Definice
Frikční nezaměstnanost existuje, protože jak pracovní místa, tak pracovníci jsou heterogenní a mezi charakteristikami nabídky a poptávky může vyplynout nesoulad. Takové nesoulady se mohou týkat dovedností, plateb, pracovní doby, polohy, postoje, chuti a mnoha dalších faktorů. Noví účastníci (obvykle absolventi studentů) a nově vstupující osoby (např. bývalí domácí) často vstupují do frikční nezaměstnanosti. Pracovníci i zaměstnavatelé akceptují určitou míru nedokonalosti, rizika nebo kompromisu, ale obvykle ne hned. Budou investovat nějaký čas a snahu najít nejlepšího zaměstnance/zaměstnavatele. To je ve skutečnosti prospěšné pro hospodářství, protože vede k lepšímu přidělování zdrojů. Nicméně, pokud hledání trvá příliš dlouho a nesoulady jsou příliš časté, ekonomika trpí, protože nějaká práce nebude hotová. Proto vlády budou hledat způsoby, jak snížit zbytečnou frikční nezaměstnanost.

## Beveridgeova křivka
Tato nezaměstnanost na trhu práce je někdy graficky ilustrována pomocí Beveridgeovy křivky, klesající konvexní křivky, která ukazuje pevný vztah mezi mírou nezaměstnanosti na jedné ose a mírou volných pracovních míst na druhé ose. Změny v nabídce nebo poptávce po práci způsobují pohyby podél této křivky. Zvýšení fričkní nezaměstnanosti na trhu práce posune křivku směrem ven a naopak. 

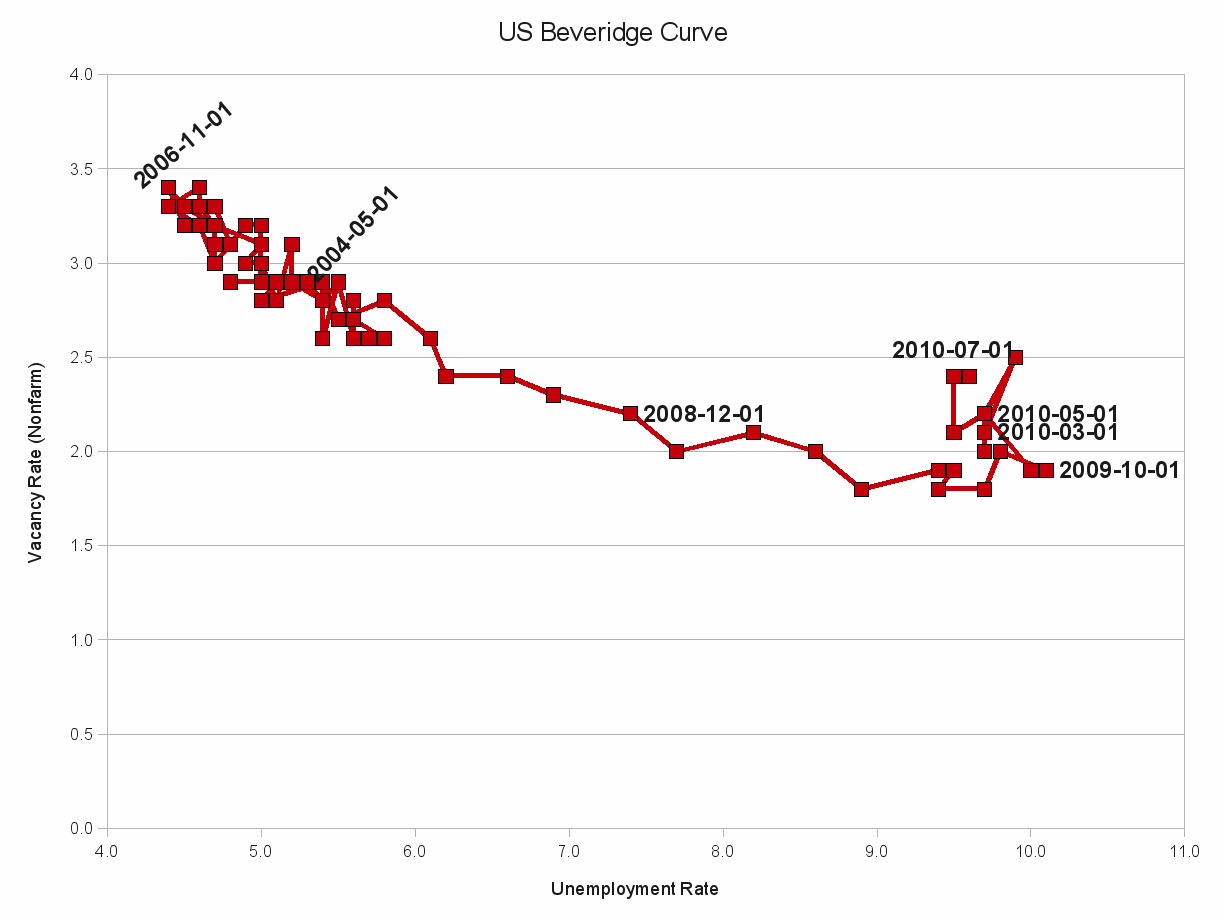
Beveridgeová křivka míry neobsazenosti a míry nezaměstnanosti z Úřadu pro statistiku práce Spojených států

## Charakteristiky frikční nezaměstnanosti
- krátkodobost – jedná se o přechodné období, kdy se vybírá nejlepší nabídka práce.
- dobrovolnost – lidé do ní vstupují záměrně.

## Důležitost frikční nezaměstnanosti v ekonomice
Na tento druh nezaměstnanosti lze také pohlížet jako na jeden z indikátorů ekonomické prosperity. Frikční nezaměstnanost obvykle souvisí také s rozvíjejícími se ekonomikami. Tyto ekonomiky jsou charakteristické svou flexibilní, mobilní pracovní sílou. Frikční nezaměstnanost může být pro pracovníky také velmi přínosná, protože jim umožňuje hledat/poptávat práci, která by jim co nejvíce vyhovovala. Tento příliv nových pracovníků implikuje zvýšenou produkci a kvalitu zboží a služeb. Obecně je známý fakt, že existuje větší motivace v novém zaměstnání, která dále znamená větší produktivitu v daném sektoru. Toto je také prospěšné pro společnosti a korporace, kterým dává tento typ nezaměstnanosti větší možnost vybrat co nejtalentovanějšího/nejkvalitnějšího uchazeče o zaměstnání.

## Příčiny vzniku frikční nezaměstnanosti
Nevyhnutelnou příčinou neustále se měnící ekonomiky může být nárůst frikční nezaměstnanosti. Poptávka po některých typech zboží, které jsou vyžadovány domácnostmi a firmami, se mění v důsledku mnoha důvodů v čase. S redukcí poptávky po daném statku lze také očekávat snížení poptávky po pracovní síle, která tento statek vyrábí. Navíc se v každém regionu/průmyslu můžeme setkat s rozdílnou produkcí zboží. Proto poptávka po zaměstnancích, vyrábějících toto zboží, klesá nebo roste v závislosti na daném regionu. Ekonomové tuto změnu v průmyslu napříč regiony nazývají sektorovým posunem. Sektorový/odvětvový posun, který bere spoustu času k aklimatizaci zaměstnanců, způsobuje frikční nezaměstnanost.

## Krize a její dopad na frikční nezaměstnanost
Krize, ve které obecně evidujeme vyšší míru nezaměstnanosti, muže mít také vliv na pracovníky z pohledu ztráty cenné pracovní dovednosti. Tato ztráta implikuje jejich neschopnost nalézt vhodné pracovní místo i po skončení této krize. Dlouhé období nezaměstnanosti může také změnit postoj jednotlivce k práci a snížit touhu nalezení pracovního místa. Tím pádem můžeme říci, že v době krize se zvyšuje frikční nezaměstnanost.

## Veřejná politika a frikční nezaměstnanost
Cílem mnoha veřejných politik je snížení přirozené míry nezaměstnanosti pomocí snížení frikční nezaměstnanosti. Jedním z nástrojů jak tohoto snížení dosáhnout je zkvalitnění a rozšíření informací o volných pracovních místech, tak aby co nejlépe odpovídali/seděli nezaměstnaným. Za další nástroj lze považovat veřejné financování rekvalifikačních kurzů, které by usnadnily přechod z jednoho pracovního odvětví do druhého a umožnily zisk nových nebo dalších pracovních uplatnění.
Na druhou stranu se také setkáváme s neúmyslným zvyšováním frikční nezaměstnanosti v důsledku zavedení pojištění v nezaměstnanosti. Toto pojištění opravňuje nezaměstnané pracovníky pobírat po určité časové období část jejich měsíční mzdy po propuštění. Tím pádem nezaměstnaní ztrácejí motivaci nalézat nová pracovní místa a s vysokou pravděpodobností odmítají méně lukrativní pozice.

## Jak frikční nezaměstnanost snižovat
Politika ke snížení frikční nezaměstnanosti zahrnuje:
- vzdělávací poradenství;
- více dostupné informování o volných pracovních místech;
- boj proti předsudkům (vůči pracovníkům, práci a místu)
- pobídky a předpisy (např. pokud pobírají nezaměstnaný dávky)
- přemisťování průmyslových odvětví a služeb;
- zařízení ke zvýšení dostupnosti a pružnosti (např. centra péče o děti);
- pomoc nebo granty k překonání určité překážky (např. pokud je zaměstnán postižený pracovník);
- snížení mezery mezi hrubou mzdou a čistou mzdou (např. snížení zdanění výdělku a např. zvýšení zdanění spotřeby);
- v případě, že se sepíše pracovní povolení (hlavně pro cizince), musí jedinec zůstat na tom stejném pracovním místě ve stejné firmě jako je uvedeno na povolence;

## Trendy nezaměstnanosti v USA a frikční nezaměstnanost
Během uplynulé poloviny století se přirozená míra nezaměstnanosti v USA velmi měnila. V padesátých a šedesátých letech dosáhla nezaměstnanost průměrně cca 5%, v 70. a 80. letech se zvýšila na více než 6% a následně kolem roku 2000 opět klesala na hranici 5%. Ekonomové nemají pro tyto změny konkrétní vysvětlení. Jednou z hypotéz, která by mohla objasnit tyto výkyvy v nezaměstnanosti je Sektorový posun. Čím vyšší je míra realokace mezi regiony a průmyslem, tím vyšší je frikční nezaměstnanost. Jedním ze zdrojů sektorového posunu během 70. a 80. letech byla veliká volatility cen ropy způsobena mezinárodním ropným kartelem OPEC.  Tyto velké změny v cenách ropy způsobily přerozdělení práce mezi odvětvími využívající vyšší spotřebou energie a odvětvími s nižší spotřebou energie. Pokud to tak opravdu bylo, změna cen ropy mohla způsobit zvýšení nezaměstnanosti v tomto období. Na rozdíl od roku 2000, kdy zvýšená volatilita cen ropy nezpůsobila změnu v míře nezaměstnanosti. Tento fakt lze vysvětlit nižší závislostí ekonomiky na ropě (měřeno spotřebou ropy na jednotku HDP) než před třemi desetiletími.

## Příklady
- Člověk, co právě odmaturoval, nenašel si dopředu práci a chce jít pracovat.
- Matka, které skončila mateřská dovolená a hledá práci.
- Někdo přestane být ve své práci spokojený a odejde z ní. Začne hledat nové zaměstnání (nejspíš lépe placené či s lepším zázemím).

## Další složky nezaměstnanosti
- dobrovolná – osoba je dobrovolně nezaměstnaná, není ochotna přijmout práci za nabízenou mzdu.
- systémová (strukturální) – nezaměstnanost způsobená změnou struktury ekonomiky; nezaměstnaný nemůže sehnat práci ve svém oboru, souvisí s nesouladem nabídky práce a poptávky po práci (např. nadbytek horníků po uzavření dolů v regionu).
- cyklická – souvisí s průběhem hospodářského cyklu. V době, kdy se ekonomika nachází v recesi, je zaměstnáno méně lidí než v době konjunktury.
- sezónní – souvisí např. s ročním obdobím – třeba v zimě je na horách zaměstnáno více správců lyžařských vleků než v létě, v zimě je více nezaměstnaných stavařů. Někdy se považuje za část frikční nebo strukturální nezaměstnanosti.